# Leptodontium stellaticuspis
Leptodontium stellaticuspis là một loài rêu trong họ Pottiaceae. Loài này được E.B. Bartram mô tả khoa học đầu tiên năm 1955.